# Android Automotive
Android Automotive (auch Android Automotive OS, abgekürzt AAOS) ist eine Variante von Googles Betriebssystem Android, die für die Anwendung in Instrumententafeln von Fahrzeugen angepasst ist. Die Bezeichnung „Google Built-In“ ist in diesem Zusammenhang ebenfalls verbreitet und wird für Fahrzeuge genutzt, die neben dem Betriebssystem zusätzlich noch die Google-Dienste Google Automotive Services (GAS) anbieten.
Automobilhersteller können eine individuell angepasste Version in ihren Fahrzeugen ausliefern. Neben Infotainment-Aufgaben wie Mobilkommunikation, Navigation und der Wiedergabe von Musik werden auch fahrzeugspezifische Funktionen wie die Klimaanlage gesteuert.

## Funktionsweise
Im Gegensatz zu Android Auto ist Android Automotive ein eigenständiges Betriebssystem. Es läuft auf einem Computer im Fahrzeug und ist nicht auf ein externes Smartphone angewiesen.
Android Automotive erlaubt die Implementierung einer Benutzeroberfläche, die wie ein Android-Tablet bedient werden kann und dessen Funktionen aufweist, dabei aber mit dem Fahrzeug interagiert. So können Apps Sensordaten des Fahrzeugs wie Position, Geschwindigkeit, Batterieladestand / Tankfüllstand und vieles mehr abfragen und auswerten, und umgekehrt auch Steuerbefehle an das Fahrzeug senden, um zum Beispiel das Schiebedach zu öffnen oder die Sitzheizung einzustellen.
Über den Google Play Store können dabei wie bei Android-Smartphones und -Tablets Apps von Drittanbietern (zum Beispiel Spotify) heruntergeladen und installiert werden. Die Apps müssen speziell an Google Automotive angepasst worden sein; sie müssen dabei insbesondere Googles „Richtlinien zur Ablenkung des Fahrers“ entsprechen. Damit soll sichergestellt werden, dass potenziell zu stark ablenkende Funktionen nicht während der Fahrt ausgeführt werden können. Funktionen, die während der Fahrt bedient werden können, müssen bestimmten Design-Anforderungen von Google genügen (insbesondere auf einfache Bedienung mit großen und gut lesbaren Schriften und Schaltflächen hin optimiert sein). Funktionen, die diesen Anforderungen nicht genügen, können nur im Leerlauf oder in bestimmten Fällen (z. B. Video) nur bei geparktem Fahrzeug ausgeführt werden.

## Geschichte
Android Automotive wurde im März 2017 angekündigt.
Im April 2019 veröffentlichte Google die Programmierschnittstelle (API), um Apps für Android Automotive entwickeln zu können.
Die weltgrößten Hersteller (Toyota mit Subaru, Lexus, Daihatsu) und Volkswagen (VW, Audi, Seat, Skoda, Porsche…) werden Android Automotive nicht oder nur die freie Plattform ohne Google-Anbindung nutzen. Hyundai Kia als drittgrößter Hersteller bleibt dem Projekt fern. Stellantis als viertgrößter Herstellerverbund (Opel, Peugeot, Fiat, Jeep, Chrysler, Alfa Romeo, Citroen, Lancia) gab eine Beteiligung im Oktober 2022 auf.
Die aufstrebenden chinesischen Marken wissen um den Umgang der US-Bundesregierung mit Huawei und erwägen mit Ausnahme von Polestar (Volvo) keine Kooperation mit Google.

## Automobilhersteller und -modelle
Der im Juli 2020 erschienene Polestar 2 war das erste Serienfahrzeug, das mit Android Automotive ausgeliefert wurde. Ende 2020 erschien mit dem Volvo XC40 Recharge P8 das zweite Fahrzeug des Volvo-Konzerns mit Android Automotive. Im Rahmen dem Wechsel zum Modelljahr 2022 hat Volvo weitere Modelle (XC60, S90, V90) mit Android Automotive ausgestattet; diese werden seit Mai 2021 produziert.
Die folgenden Hersteller kündigten die Nutzung von Android Automotive an oder haben sie bereits umgesetzt:
| Hersteller                | Ankündigung | Einführung     | bisher erschienene Modelle | Kommentar                                                                  |
| ------------------------- | ----------- | -------------- | --- | -------------------------------------------------------------------------- |
| Alpine                    |             |                | Alpine A390 |                                                                            |
| Audi                      | 2024-06     | 2025-03        | Audi A6 C9 |                                                                            |
| BMW                       | 2023-01     | ab 2023-11     | X1, 2er Active Tourer | Nur Nutzung des Kerns, ohne Google-Apps                                    |
| Ford                      | 2021-02     | 2023 (geplant) | |                                                                            |
| General Motors            | 2019-09     | 2021 (geplant) | |                                                                            |
| Honda                     | 2021-09     | 2022 (geplant) | |                                                                            |
| Polestar                  |             | ab 2020-07     | Polestar 2 |                                                                            |
| Renault-Nissan-Mitsubishi | 2018-09     | ab 2022-06     | Renault Mégane E-Tech Electric, Renault Austral, Renault Espace VI, Renault Captur II (Facelift), Renault Rafale, Renault 5 E-Tech |                                                                            |
| Volkswagen                | 2021-07     | 2023 (geplant) | | Voraussichtlich nur Nutzung des Kerns, ohne Google-Apps                    |
| Volvo                     | 2018-02     | ab 2020-07     | Volvo EX30, Volvo XC40 Recharge P8 AWD, Volvo S90 / V90 / V90CC / Volvo XC60 (ab 2021-5)                                           |                                                                            |
| Porsche                   |             | seit 2024      | Porsche Macan der 2. Generation | Die integrierte Softwareplattform des Macan basiert auf Android Automotive |

Audi präsentierte auf der Google I/O 2017 als erster Hersteller ein Konzeptfahrzeug mit Android Automotive; im Januar 2021 kündigte der Volkswagen-Konzern zunächst die Entwicklung einer eigenen auf Android basierenden Plattform vw.os an, die in Konkurrenz zu Android Automotive steht. Im Juli 2021 wurden jedoch Pläne zur Einführung eines auf Android Automotive basierenden Systems vorgestellt. 2021 wurde davon ausgegangen, dass VW dabei auf die Google-Apps einschließlich des Play Stores verzichtet und stattdessen eigene Apps bereitstellt. 2022 wurden erhebliche Probleme bei Cariad bekannt, die Herbert Diess Position schwächten. Auch BMW verzichtet für das 2023 vorgestellte „Operating System 9“ genannte Betriebssystem auf die Google-Dienste.